# Ponç I de Cabrera
Ponç Guerau de Cabrera o Ponç I de Cabrera (?-v.1105) fou un noble català de la Baixa edat mitjana, vescomte de Cabrera (1050-1105) i de Girona (1044-1104).

## Orígens familiars
Fill del Guerau I de Cabrera i d'Ermessenda de Montsoriu, filla d'Amat de Montsoriu.
|  |                            |  |  |  |  |  |  |  |  |  |  |  |  |  |  |  |
|  | 4. Gausfred de Cabrera     |  |  |  |  |  |  |  |  |  |  |  |  |  |  |  |
|  |                            |  |  |  |  |  |  |  |  |  |  |  |  |  |  |  |
|  |                            |  |  |  |  |  |  |  |  |  |  |  |  |  |  |  |
|  | 2. Guerau I de Cabrera     |  |  |  |  |  |  |  |  |  |  |  |  |  |  |  |
|  |                            |  |  |  |  |  |  |  |  |  |  |  |  |  |  |  |
|  |                            |  |  |  |  |  |  |  |  |  |  |  |  |  |  |  |
|  | 1. Ponç I de Cabrera       |  |  |  |  |  |  |  |  |  |  |  |  |  |  |  |
|  |                            |  |  |  |  |  |  |  |  |  |  |  |  |  |  |  |
|  |                            |  |  |  |  |  |  |  |  |  |  |  |  |  |  |  |
|  | 24. Guinguís               |  |  |  |  |  |  |  |  |  |  |  |  |  |  |  |
|  |                            |  |  |  |  |  |  |  |  |  |  |  |  |  |  |  |
|  |                            |  |  |  |  |  |  |  |  |  |  |  |  |  |  |  |
|  | 12. Sunifred               |  |  |  |  |  |  |  |  |  |  |  |  |  |  |  |
|  |                            |  |  |  |  |  |  |  |  |  |  |  |  |  |  |  |
|  |                            |  |  |  |  |  |  |  |  |  |  |  |  |  |  |  |
|  | 25. Jerosòlima Gudrielda   |  |  |  |  |  |  |  |  |  |  |  |  |  |  |  |
|  |                            |  |  |  |  |  |  |  |  |  |  |  |  |  |  |  |
|  |                            |  |  |  |  |  |  |  |  |  |  |  |  |  |  |  |
|  | 6. Amat de Montsoriu       |  |  |  |  |  |  |  |  |  |  |  |  |  |  |  |
|  |                            |  |  |  |  |  |  |  |  |  |  |  |  |  |  |  |
|  |                            |  |  |  |  |  |  |  |  |  |  |  |  |  |  |  |
|  | 13. Aurúcia                |  |  |  |  |  |  |  |  |  |  |  |  |  |  |  |
|  |                            |  |  |  |  |  |  |  |  |  |  |  |  |  |  |  |
|  |                            |  |  |  |  |  |  |  |  |  |  |  |  |  |  |  |
|  | 3. Ermessenda de Montsoriu |  |  |  |  |  |  |  |  |  |  |  |  |  |  |  |
|  |                            |  |  |  |  |  |  |  |  |  |  |  |  |  |  |  |
|  |                            |  |  |  |  |  |  |  |  |  |  |  |  |  |  |  |

## Núpcies i descendents
Es va casar amb Beatriu, sense descendència, i després (1067) amb Letgarda de Tost, filla d'Arnau Mir de Tost, anomenat el Cid català i que fou un brau cavaller que reconquerí un vast territori als sarraïns i posseïdor de més de trenta castells. Amb Letgarda tingué 4 fills:
- Guerau II de Cabrera, que succeí al seu pare.
- Ponç, probablement casat amb una dama castellana i establert a Lleó, que fou l'estirp dels Ponce de Cabrera (i dels Ponce de León).
- Pere, canonge de Vic
- Una altra filla de la que es desconeix el nom.

## Fets destacats
Pel seu casament amb Letgarda, alguns castells conquerits pel seu pare Arnau van passar a domini dels senyors de Cabrera. Entre ells, els castells de Montclar, Artesa, Foradada, Montsonís, Rubió i Marcovau, Queralt, Santa Linya, com tots els del sud del Montsec.
Ponç ocupava un lloc preeminent a la cort de comte de Barcelona, sent el seu nom el que encapçalava la llista de magnats convocats a promulgar els Usatges de 1071, el mateix any que el comte Ramon Berenguer I li feia jurar fidelitat pels castells de Blanes, Argimon i Cabrera, a més de les forces vescomtals de la ciutat de Girona.
Anys abans però, ja es troba present en el magne tribunal que havia de dictar sentència en el conflicte entre Ramon Berenguer I i Mir Geribert el 1059.
Durant els enfrontaments que van seguir la mort del comte de Barcelona, prengué per Ramon Berenguer II contra el seu germà Berenguer Ramon II. Tal és així, que en el pacte entre els dos germans de 1080, Ponç es troba entre els homes de confiança que Ramon Berenguer II entrega com a ostatges al seu germà en cas de no complir la seva part de l'acord.
Després del fratricidi, se sap que tant Ponç I com el seu fill Guerau II de Cabrera se situaren en el tercer bàndol enfrontat, aquell que cercava posar pau entre els homes de Berenguer Ramon II i els que juraren defensar la memòria del difunt Ramon Berenguer II. Bàndol al que Sobrequés anomena "el partit del seny". Instaurada la pau entre les faccions, formaria part del consell del comte Berenguer Ramon II (nobles que a més d'aconsellar, vigilaven que El Fratricida complís els acords que havia signat, de vetllar i tutelar el fill del germà difunt, Ramon Berenguer III, a qui hauria de fer hereu i successor).
Vers el futur comte, Ponç fou un dels curadors de Ramon Berenguer III en la seva minoria d'edat (1086). Quan aquest ascendí al poder del comtat, Ponç encara formava part del consell, tant en els primers anys continuistes, com posteriorment, quan el jove comte va desmantellant l'herència política del seu oncle. Però de mica en mica seria apartat del consell en favor de membres més joves, entre els quals hi havia el seu fill Guerau.